# Montejo v. Louisiana
Montejo v. Louisiana (Docket No. 07-1529) est une décision de la Cour suprême des États-Unis prise le 26 mai 2009.
Par 5 voix contre 4, la Cour décide de renverser le précédent de Michigan v. Jackson (1986) au sujet des interrogatoires de police. Cette dernière décision rendait nuls et non avenus les aveux et confessions obtenues par la police si le suspect avait préalablement requis une assistance juridique, prévue par le sixième amendement à la Constitution. L'opinion majoritaire a été rédigée par le juge Antonin Scalia, et la dissidente par John P. Stevens, la Cour se divisant selon les lignes conservateur/libéral.
L'administration Obama avait demandé à la Cour de renverser Michigan v. Jackson, suscitant l'ire des organisations de défense des libertés.

## Cas
Soupçonné de meurtre par la police, Montejo a été arrêté et interrogé par la police, entre le 6 et le 7 septembre 2002, après avoir rejeté ses droits Miranda. Il passe ensuite rapidement devant le juge, le 10 septembre 2002 (audience de 72 heures, prévue par la loi de la Louisiane). Les policiers viennent alors le chercher en prison, et, après une conversation dont le contenu demeure controversé par les parties au procès, lui lisent ses droits Miranda et lui demandent d'aller chercher avec eux l'arme du crime, qu'il avait dit avoir jeté dans un lac. Montejo accepte, et lors de l'excursion écrit une lettre demandant pardon pour le crime. À son retour, un avocat commis d'office l'attend, et se montre surpris qu'il ait été interrogé en son absence. L'avocat contestera par la suite la validité juridique de la lettre, écrite en dehors de sa présence.

## Teneur de la décision de la Cour suprême de Louisiane
En s'appuyant sur le Sixième amendement de la Constitution, l'arrêt de 1986 interdisait aux policiers d'interroger des suspects en l'absence de leurs avocats, dès lors que ces derniers avaient effectué une demande d'aide juridique. Le cas échéant, toute déclaration recueillie était invalidée devant les tribunaux, même si le suspect acceptait de lui-même de parler sans la présence de son conseiller juridique.
Devant la protestation du commis d'office, refusant la validité juridique de la lettre écrite par Montejo, la Cour suprême de l'État de Louisiane jugea au contraire, en 2009, que la protection accordée par Michigan v. Jackson n'était mise en œuvre que si l'accusé avait fait une demande explicite et effective d'aide juridique, ou affirmé d'une autre manière son droit au conseil provenant du Sixième amendement. Or Montejo n'avait à aucun moment requis une aide juridique, l'avocat lui ayant été simplement appointé d'office, mais avait bien rejeté ses droits Miranda. La Cour suprême de Louisiane soutint ainsi la décision de première instance, au cours de laquelle le jury avait déclaré Montejo coupable d'homicide au premier degré, le condamnant à la peine de mort.

## Décision majoritaire de la Cour suprême des États-Unis
La décision majoritaire a été rédigée par le juge Scalia (perçu comme conservateur).
Scalia écarte d'abord le raisonnement de la Cour suprême de Louisiane, qui affirme que les protections accordées par Michigan v. Jackson ne valent qu'en cas de requête explicite de la personne mise en examen pour un conseil juridique. Prenant acte du nombre important d'États imposant une aide juridique aux suspects indigents, il remarque que cela n'aide pas à distinguer entre une requête explicite pour un conseil juridique et l'exclusion volontaire et éclairée de ce dernier.
Il écarte ensuite le raisonnement des défenseurs de Montejo, affirmant qu'on ne saurait tirer de Michigan v. Jackson l'impossibilité pour la police d'obtenir des aveux d'un suspect qui aurait rejeté ses droits au conseil juridique. Invalider toute sorte de confessions obtenues de la sorte conduirait à ôter à la police toute efficacité dans la répression des crimes.
Ayant écarté les deux raisonnements contraires, il considère que Michigan v. Jackson doit tout bonnement être abandonné, en affirmant son incohérence théorique et son caractère impraticable au vu des missions de maintien de l'ordre. Il affirme que Edwards v. Arizona (1981) et que Minnick v. Mississippi (1990) suffisent amplement à protéger le Cinquième amendement et les droits Miranda.
Ces deux derniers cas se distinguent toutefois de Michigan v. Jackson, non seulement parce qu'ils concernent le 5e amendement et non le 6e, mais parce qu'ils ne concernent que les interrogatoires lors d'une garde à vue, et non tous les interrogatoires en général. Scalia considère toutefois que dans ces autres cas, les personnes interrogées n'ont pas besoin de protection juridique supplémentaire, n'ayant qu'à fermer leur porte ou refuser de répondre à la police. Seul le contexte de la garde à vue, explique-t-il, peut justifier que le droit accorde une protection supplémentaire visant à éviter que le suspect ne revienne sur sa décision d'invoquer un droit au conseil, ceci sous la pression de la police (police-badgering).
Il note enfin que le fait d'annuler Michigan v. Jackson n'empêche pas Montejo de se prévaloir, devant les juridictions de la Louisiane, de Edwards v. Arizona pour tenter d'invalider la lettre. Sur cet aspect, la Cour suprême renvoie aux tribunaux de première instance le soin d'examiner le fond de l'affaire.

## Opinions dissidentes
Samuel Alito a déposé une opinion distincte mais appuyant l'opinion majoritaire rédigée par Scalia.
John Paul Stevens (perçu en tant que libéral), qui avait rédigé l'opinion majoritaire de 1986, lut à voix haute une opinion minoritaire, qui recevait l'appui de David Souter et Ruth Bader Ginsburg, ainsi que celui de Stephen Breyer (à l'exception d'une note de bas de page qu'il n'appuie pas). C'est la première fois durant cette session de la Cour qu'un juge lit à voix haute une opinion dissidente.
L'opinion dissidente affirme en substance que renverser le précédent de 1986 conduit à réduire dangereusement les droits de la défense, et que l'opinion de Scalia confond 5e amendement, qui protège la personne non mise en examen, et le 6e amendement, qui protège une personne arrêtée et mise en examen. Stevens et les autres juges libéraux réaffirment le droit d'avoir un avocat à toutes les étapes de la procédure policière et judiciaire. Selon eux, la protection accordée par les droits Miranda (celui de garder le silence) n'est pas la même que le fait d'être informé de l'utilité d'avoir un avocat en tant qu'intermédiaire entre soi-même et l'État, d'autant plus lorsqu'il s'agit d'affaires criminelles, et ce à n'importe quelle étape de la procédure.